# Бора, Уильям
Уильям Эдгар Бора (29 июня 1865, Фэрфилд, округ Уэйн, Иллинойс, США — 19 января 1940, Вашингтон, США) — американский политический деятель, сенатор-республиканец США, одна из самых известных фигур в истории Айдахо.  Прогрессивист, избранный в Сенат США в 1907 году и бывший бессменно сенатором вплоть до своей смерти в 1940 году.

## Детство и ранняя карьера
Уильям Эдгар Бора родился в тауншипе Джаспер округа Уэйн (штат Иллинойс), неподалёку от Фэрфилда, в семье фермеров Уильяма Нэйтана и Элизабет (урождённой Уэст) Бора. К их роду относилась католическая монахиня Катарина фон Бора, вышедшая замуж за Мартина Лютера. Предки Уильяма прибыли в Америку около 1760 года, принимали участие в Войне за независимость США и, со смещением фронтира, переехали западнее. Уильям Эдгар был седьмым из десяти детей и третьим из сыновей.
Уильям учился не очень хорошо, но с ранних лет его привлекали литература и ораторское искусство. Бора получил начальное образование в школе Томз-Прейри-Скул, расположенной около Фэрфилда. В 1881 году отец отправил его в пресвитерианскую (камберлендской деноминации) Академию Южного Иллинойса для обучения на священника. В числе 63 студентов, помимо Боры, был ещё один будущий сенатор — Уэсли Джонс, впоследствии представлявший штат Вашингтон. В 1882 году Бора был отчислен за ночные поездки в Кармай. После этого Бора сбежал из дома c труппой бродячего театра, но отец уговорил его вернуться. Несколько позднее Уильям заинтересовался правом, по собственному утверждению, «поскольку нет ни одной другой профессии, где человек может быть полностью независим».
В 1883 году, после того как его отец, наконец, смирился с намерением сына стать юристом, а не священником, Уильям переехал к своей сестре Сью в Лайонс (штат Канзас); её супруг Ансель Лэсли по профессии был адвокатом. Первоначально Бора некоторое время работал учителем, но, слишком увлекаясь чтением исторической литературы в городской библиотеке, нередко он оказывался неподготовленным к собственным урокам. В 1885 году Бора поступил в Канзасский университет и снял недорогую комнату в профессорском доме в Лоуренсе; параллельно с ним учились в том числе Уильям Аллен Уайт и Фред Фанстон. Однако в начале 1887 году Бора заболел туберкулёзом и был вынужден вернуться в Лайонс, где его вы́ходила сестра. Там же он под началом Анселя Лэсли стал изучать право. Квалификационный экзамен Бора без каких-либо сложностей сдал в сентябре 1887 года, став затем деловым партнёром своего зятя.
В 1889 году мэр Лайонса назначил Бору городским адвокатом, но работа в расположенном в прериях городке, испытывавшем трудности в конце 1880-х — начале 1890-х годов, не удовлетворяла амбиции молодого юриста. Последовав приписываемому Хорасу Грили воззванию «переехать на Запад и расти вместе со страной», в октябре 1890 года Уильям Бора без конкретного плана сел в Омахе (штат Небраска) на поезд Union Pacific Railroad и, по совету попутчика, принял решение обосноваться в столице Айдахо, Бойсе.

## Начало карьеры в политике

### Юридическая практика в Айдахо
В первом своём деле Бора защищал мужчину, обвинённого в убийстве китайского иммигранта выстрелом в спину. В итоге судья посчитал, что деяние было совершено как минимум в состоянии аффекта (то есть имело место преступление меньшей тяжести, чем указываемое обвинением), и прекратил рассмотрение дела.
Существенной составляющей экономики Айдахо была горнодобывающая промышленность, и напряжённость в среде шахтёров, связанная с трудовыми вопросами, находилась на высоком уровне, вследствие чего не были редкостью и случаи проявления насилия. В 1899 году произошла забастовка, в ходе которой большая группа шахтёров, угнав поезд, прибыла на территорию горной компании, отказывавшейся признать их профсоюз, и подорвала динамитом её сооружения. У взрыва не было жертв, но бастующими был также застрелен штрейкбрехер. Губернатор штата Фрэнк Стюненберг объявил военное положение и санкционировал арест более чем тысячи шахтёров. Секретарь союза Пол Коркоран был отдан под суд за убийство, и в процессе над ним, начавшемся 8 июля 1899 года в Уоллесе Уильям Бора был задействован в качестве обвинителя. Свидетели обвинения дали показания о том, что видели, как Коркоран сидел на крыше поезда с ружьём в руке, а затем спрыгнул на платформу. Контраргументом защиты было указание на то, что, учитывая значительные неровности дорожного полотна и острые элементы конструкции поезда, никто бы не мог ни сидеть на его крыше, ни спрыгнуть, не получив никаких травм. Тогда Бора в качестве судебного эксперимента применил полученные им в юности навыки езды снаружи поездов, лично проехав на крыше поезда и спрыгнув на платформу, не поранившись. Коркоран был признан виновным, но его смертный приговор был смягчён, и он был помилован в 1901 году, когда Стюненберг уже покинул свой пост. Бора получил за свою работу широкое признание.
Уильям преуспевал в Бойсе не только в юриспруденции, но и в политике, и в 1892 году возглавил центральный комитет Республиканской партии штата. Также он служил в должности политического секретаря губернатора Уильяма Мак-Коннелла и в 1895 году женился на его дочери Мэри. Они были женаты до самой смерти Уильяма Боры, но не имели детей.

### Борьба за место в Сенате
В 1896 году Бора, — как и, к примеру, сенатор от Айдахо Фред Дюбуа, — встал в оппозицию к собственной партии, присоединившись к «серебряным» республиканцам, поддерживающим президентскую кампанию демократа Уильяма Дженнингса Брайана, который отстаивал биметаллизм, — идея о «свободном серебре» была крайне популярна на территории штата. Бора, таким образом, стал противником кампании кандидата в президенты от республиканцев, бывшего губернатора Огайо Уильяма Мак-Кинли. В том же году Бора баллотировался в Палату представителей, осознавая, однако, что «серебряные» голоса разделятся между ним и совместным демократически-популистским кандидатом, в связи с чем шансы на победу будут низки, и сосредоточился на произнесении речей с целью заполучить голоса легислатуры для будущего переизбрания Дюбуа (до 1913 года сенаторы выбирались законодательными собраниями штатов). Однако как Бора, так и Брайан, и Дюбуа на этот раз потерпели поражение.
В 1898 году Бора поддержал Испано-американскую войну. На тот момент он всё ещё оставался лояльным «серебряным» республиканцам, но к 1900 году наконец признал проблему серебра недостаточно существенной в связи с увеличением производства золота и национального богатства в целом, и, вместе с некоторыми другими бывшими апологетами «свободного серебра», вернулся в Республиканскую партию. Кроме того, в дальнейшем он даже неоднократно высказывался в пользу Мак-Кинли, который впоследствии был переизбран на второй срок (тем не менее в Айдахо большинство голосов избирателей вновь получил Брайан). В свою очередь Фред Дюбуа, хотя номинально и оставался членом Серебряной Республиканской партии, привлёк на свою сторону демократов штата и вернулся в Сенат по решению Легислатуры Айдахо.
Юридическая практика Уильяма Боры сделала его значимой фигурой в южном Айдахо, и в 1902 году он принял участие в выборах в Сенат. Воссоединившаяся к этому времени Республиканская партия, как считалось, скорее всего, должна была победить демократическо-популистскую коалицию, управлявшую Айдахо на протяжении шести лет. Съезд республиканцев штата продемонстрировал, что Бора, скорее всего, имеет наибольшую поддержку среди населения, но выбор сенатора в основном диктовался кокусом партии большинства в законодательном собрании. Однако на выборах того года республиканцы всё же вернули себе инициативу во власти: губернатор, а также единственный член Палаты представителей от штата, как и значительное большинство мест в легислатуре были избраны из их числа. В Сенат баллотировались также трое других республиканцев, помимо Боры, включая юриста в области горного права Уэлдона Хейберна из северной части штата. На заседаниях легислатуры в начале 1903 года Бора некоторое время лидировал в бюллетенях кокуса, но затем другие кандидаты снялись с выборов и выразили поддержку Хейберну, выбранному в итоге кокусом и легислатурой в целом. Ходило много слухов о коррупционной составляющей победы Хейберна, и Бора принял решение, что с поражением не завершит свою политическую карьеру и будет претендовать в начале 1907 года на место сенатора Дюбуа (к тому моменту уже перешедшего в Демократическую партию).
На республиканском съезде штата в Покателло в 1904 году Бора произнёс речь в поддержку избрания Теодора Рузвельта на полный президентский срок. Она была встречена одобрительно всеми, кроме «старых республиканцев» Айдахо, намеренных победить Бору во время его второй попытки пройти в Сенат. В том же году Дюбуа поставил под удар свои шансы избраться на третий срок в качестве сенатора, оппонировав назначению Х. Смита Вулли, члена Церкви Иисуса Христа Святых последних дней (к ней принадлежали многие жители Айдахо), на должность ответственного пробирщика Пробирной палаты США в Бойсе. Дюбуа сумел усилить своё политическое влияние с помощью антимормонской риторики в 1880-х годах, но к 1904 году в Айдахо такая позиция потеряла актуальность. Назначение Вулли было подтверждено Сенатом, несмотря на противодействие Дюбуа, а Руфус Кук в своей статье на эту тему предположил, что действия того были спровоцированы Борой и его сторонниками. В результате Бора воспользовался возможностью серьёзно раскритиковать Дюбуа за антимормонизм в 1904 году и сохранил эту направленность критики в 1906 году, что удачно сыграло для него в округах юго-востока Айдахо, имевших значительную долю мормонов в конфессиональном составе населения.
Бора продвигал идею непосредственного выбора избирателями республиканского номинанта на место в Сенате, выступая за отказ от решающей роли кокуса в этом вопросе. В основу составленного им проекта легла резолюция в поддержку Авраама Линкольна, утверждённая на иллинойсском съезде Республиканской партии 1858 года в ходе его неудачной кампании за место сенатора против Стивена Дугласа. Бора заключил сделку со своим потенциальным республиканским конкурентом, губернатором Фрэнком Гудингом, по условиям которой тот должен быть номинироваться на переизбрание, а сам Бора — в Сенат, и 1 августа 1906 года оба политика были консенсусно одобрены съездом партии штата. Демократы вновь номинировали Дюбуа. Электорат переизбрал Гудинга и избрал законодательное собрание республиканского толка, в январе в свою очередь выбравшее Бору в Сенат, отправив тем самым Дюбуа в отставку.

## Бора и Советская Россия
Бора – один из наиболее активных противников участия США в иностранной интервенции в Советской России. Сенатор не видел возможности установления подлинного мира на европейском континенте «до тех пор, пока не будет решена русская проблема». Занятая им принципиальная позиция по этому вопросу нашла отражение в его речи в январе 1919 года: «Русский народ имеет такое же право создать социалистическое государство, как мы – республику». В сентябре 1919 года заявлял в Сенате: «Мы держим в России армию; мы снабжаем боеприпасами и продовольствием другие вооруженные силы в этой стране и участвуем в вооруженном конфликте, будто Конгресс дал на это свою санкцию и будто было объявлено состояние войны и нация была призвана под ружье... Это нарушение первейших принципов свободного государства... Я против всякой борьбы, я за любую форму правления, которую русский народ счел бы подходящей для себя. Я выступаю за то, чтобы они сами урегулировали свои трудности и создали любое правительство, которое отвечало бы их требованиям». В феврале 1920 газета «Уорлд» (World), считавшаяся рупором сенатской группировки «непримиримых», возглавляемых Бора, командировала в Москву своего корреспондента Линкольна Эйра (Lincoln Eire) c заданием взять интервью у В. И. Ленина. В ходе интервью обсуждался широкий круг вопросов установления дипломатических и торгово-экономических отношений между Советской Россией и США. Бора был одним из наиболее активных инициаторов и сторонников оказания гуманитарной помощи голодающим в Советской России, заявляя, что закупка 15 млн. бушелей пшеницы для предоставления этой помощи не окажет сколько-нибудь серьезного воздействия на американский рынок пшеницы, составлявший 2,3 млрд. бушелей в 1921 году. Возглавил кампанию за отставку Б. А. Бахметева, все еще числившегося в 1922 году послом Временного правительства России в США, и обвинял его в финансовых злоупотреблениях казенными средствами России. В апреле–мае 1922 года по инициативе Бора была начата кампания в американской прессе по разоблачению зверств на Дальнем Востоке атамана Г. Семенова, которому госдепартамент разрешил въезд в США. Активный сторонник установления дипломатических отношений и развития торгово-экономических связей между США и СССР. Возглавив сенатский комитет по иностранным делам (1924–33), Бора совместно с сенаторами Дж. У. Норрисом (George W. Norris) и Б. К. Уилером (Burton K. Wheeler) был инициатором внесения в Сенат нескольких резолюций с требованием признания СССР (1924, 1925, 1927, 1929). Тесно сотрудничал с А. С. Гумбергом, чьей благожелательной к СССР информацией пользовался в своих официальных и публичных выступлениях в поддержку дипломатического признания СССР и развития с ним торговых отношений. 
В январе 1924 года, после представления сенатором Г. К. Лоджем в Сенат документов, подтверждающих, что Коммунистическая партия руководит Советской Россией и осуществляет международную пропагандистскую деятельность через каналы Коминтерна, Бора был вынужден несколько изменить свою позицию, заявив: «По всей видимости, мы стремимся к одному и тому же – к разрешению претензий, урегулированию долгов и прекращению пропаганды, если она ведется... Никто не призывает к признанию русского правительства без решения этих спорных вопросов». Первой телеграммой, полученной Белым домом в день подписания документов об установлении дипломатических отношений между СССР и США (17 ноября 1933), была телеграмма Бора президенту Ф. Д. Рузвельту, гласившая: «Поздравляю. Вы сделали замечательный, важный и смелый шаг».

## Смерть
Уильям Бора, ещё находясь в должности сенатора, умер во сне в своём доме в Вашингтоне 19 января 1940 года от внутримозгового кровоизлияния. Официальная государственная похоронная церемония прошла 22 января в сенатском зале Капитолия. Повторная церемония состоялась три дня спустя в Капитолии штата Айдахо в Бойсе. По оценкам, её посетило около 23 тысяч человек. Бора был похоронен на кладбище Моррис-Хилл в Бойсе.

## Семья
В 1895 году Бора женился на дочери губернатора штата Айдахо Уильяма Мак-Коннелла Мэри (1870—1976), с которой они познакомились в Москоу, когда Бора участвовал в избирательной кампании её отца. У них не было детей. Мэри умерла в 1976 году и была похоронена рядом с покойным супругом на кладбище Моррис-Хилл в Бойсе.

## Память
В 1934 году именем Уильяма Боры, на тот момент являвшегося действующим сенатором с наибольшим стажем, была названа до этого бывшая безымянной высочайшая вершина штата Айдахо — Бора-Пик. В честь Боры также названы открытая в 1958 году старшая школа в Бойсе и начальная — в Кер-д’Алене.
В 1947 года штат Айдахо передал в коллекцию Национального собрания статуй бронзовую скульптуру Боры авторства Брайанта Бейкера.
Дом в Вашингтоне, в котором на протяжении долгого времени жил Бора, в 1976 году был классифицирован под его именем как Национальный исторический памятник США.